# 米ソ関係

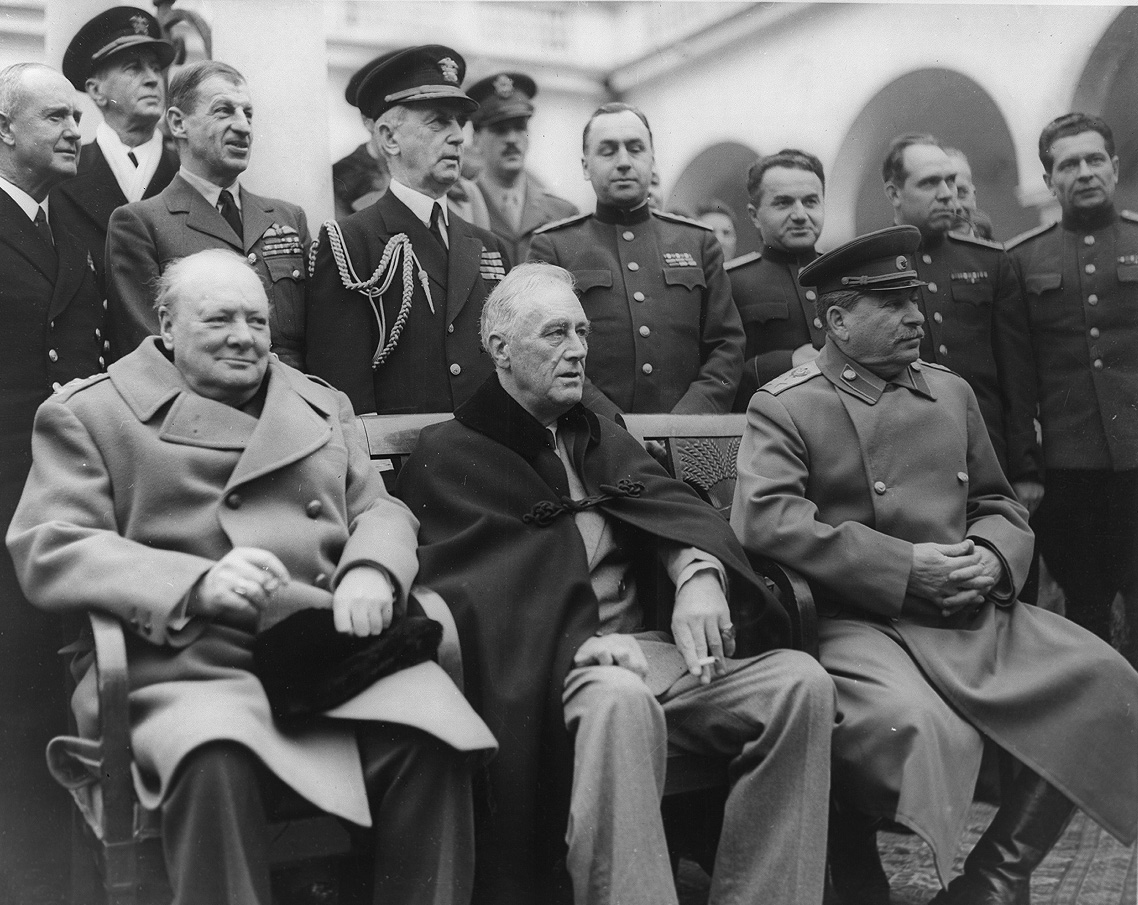
左から英国首相ウィンストン・チャーチル、米国大統領フランクリン・D・ルーズベルト、ソ連最高指導者ヨシフ・スターリン。1945年4月、ヤルタ会談にて。この会談の結果により形成された世界秩序は、以後半世紀に渡り維持され続け、1989年の東欧革命とその後のソ連解体によりようやく終焉がもたらされた。

米ソ関係（べいソかんけい、英: United States–Soviet Union relations、露: Советско-американские отношения）とは、アメリカ合衆国とソビエト連邦との両国関係である。
米ソ関係は、アメリカ合衆国とロシア帝国との関係の歴史を引き継ぎ、1933年に米国によるソ連承認をもって完全に確立された。また、冷戦終結後の1992年に始まり現在まで継続するロシア連邦と米国との両国関係の前身に相当する。米ソ関係は主に不信感と敵意に基づく緊張関係によって規定されてきた経緯がある。1941年6月のドイツによるソ連侵攻と、同年12月の日本による真珠湾攻撃とにより、米ソ両国はそれぞれ共に第二次世界大戦を連合国側で戦うことになった。しかし、1945年の連合国の勝利により、枢軸国に対する連合国側としての米ソ同盟が終結を迎えると、ソ連は東欧諸国を軍事占領した上でこれらを衛星国家とし、東側勢力圏の形成を試みた。これにより、両国関係には不信感と敵意に基づく緊張関係の兆候が現れ始め、やがて冷戦へと発展していった。冷戦は、短期間の緊張緩和時期を含む数十年にわたる両国間の緊張した敵対関係の時代であり、1991年末のソビエト連邦の崩壊および今日のロシア連邦の成立の後に終結した。

## 歴史

### 第二次世界大戦前 (1917年 - 1939年)

#### 臨時政府時代
アメリカ合衆国の首脳部は、二月革命とニコライ2世の退位後を受けてもなお、新たに成立したロシア臨時政府の下での内紛を関知しておらず、ロシアは今後すぐに民主化した上で対独戦争に連合国側として貢献するだろうと思い込んでいた。臨時政府の樹立後、駐ペトログラード米国大使のデビッド・R・フランシスは、「（革命は）我々が支持し擁護してきた政府の原則の実質的な実現である。私が言っているのは被支配者の同意による政府のことである。我々の承認は、特に最初に為された場合、驚くべき倫理的効果をもたらすだろう。」として、米国政府首脳部に直ちに新政府を承認するよう求めた。結局米国政府は臨時政府を1917年3月22日に承認し、これを承認した最初の外国政府となった。1週間後の対独宣戦布告を求める議会演説の際に、米国大統領ウッドロウ・ウィルソンは「ここ数週間ロシアで起こっているワンダフルで心強い出来事により、米国民全員が、将来の世界平和に対する希望に確信が加わったと感じているのではないだろうか。……名誉の同盟にふさわしき仲間がここにいる。」と述べた。
誕生したての議会制民主主義によるロシアが戦争貢献を再び活発化させることを期待して、ウィルソンはロシア新政府との関係構築に乗り出した。対独宣戦布告を議会に求めた翌日、ウィルソンは総額3億2500万ドルにも及ぶ貸付を開始し、実際にその半分が使われることとなった。加えて、エリフ・ルートおよびアメリカ労働総同盟、キリスト教青年会、インターナショナル・ハーベスターの代表者からなる代表団をルート・ミッションとしてペトログラードに派遣し、米国がロシアに戦争関与を促すための手段内容について交渉を行った。しかし、代表団の人選が不適切であったこと、代表団の関心の欠如、ペトログラード・ソビエト（一部のメンバーはロシアの戦争継続に反対していた）の果たす役割や持つ影響力の軽視により、結果的に両国関係にはほとんど利益がもたらされることは無かった。米国首脳部は、臨時政府からは国内の状況について好ましい報告を受けていた一方で、人民や軍と身近に接触していた米国領事館や軍関係者らからはたびたび臨時政府による報告内容について疑念を持つよう警告を受けていた。しかし結局、十月革命による臨時政府の崩壊は、米国政府と米国民との不意を突く形となった。

#### ソビエト・ロシアの成立後

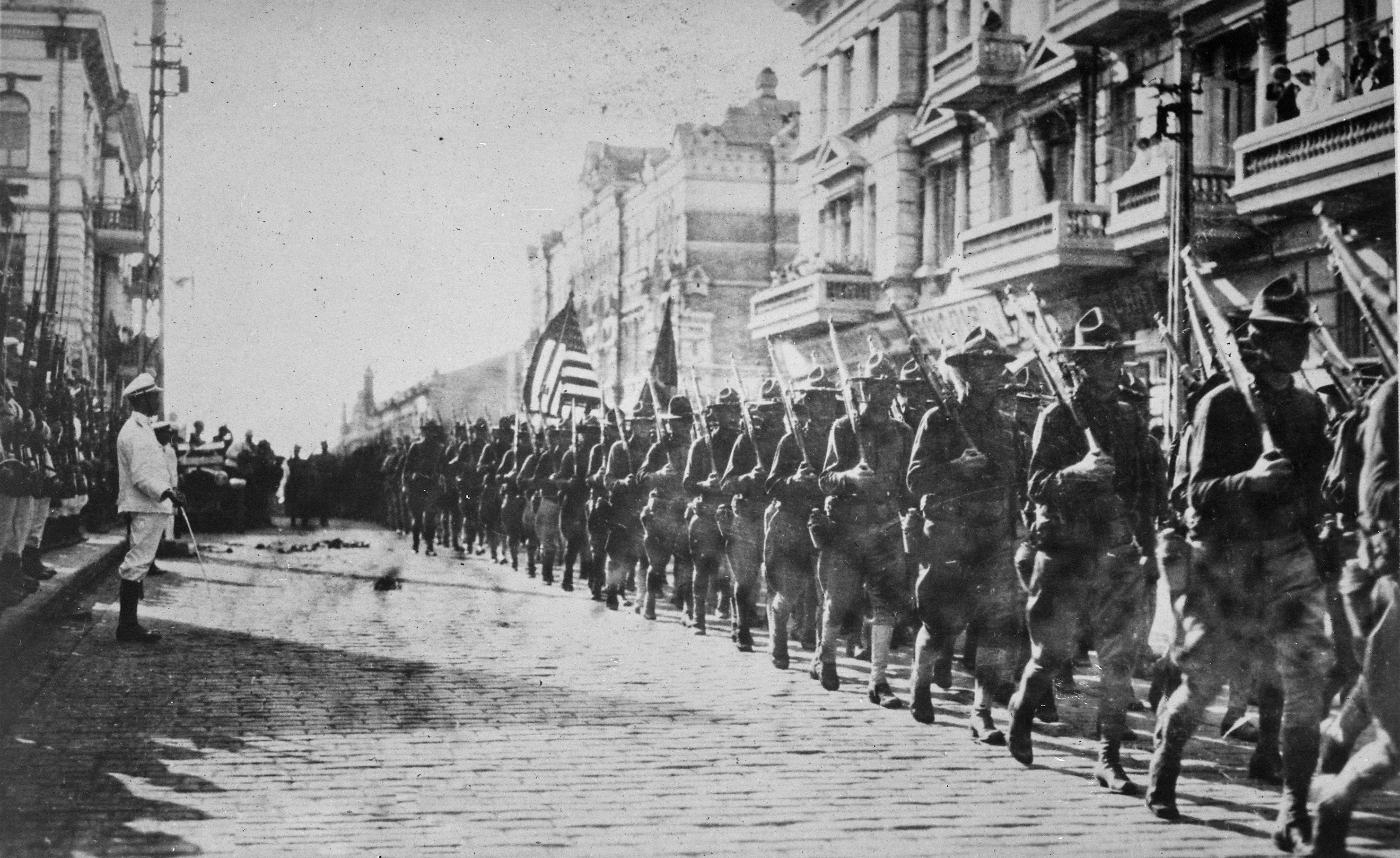
協商国のロシア内戦への介入のなか、ウラジオストクで行進する米国部隊。

十月革命によりボリシェヴィキが政権を奪うと、ウラジーミル・レーニンはロシアを第一次世界大戦の戦線から撤退させた。これによって、ドイツは西部戦線で連合国軍と対峙するべく軍備を再配置することが可能になった。同時に、ロシアは個別和平に関する三国協商の規定に違反したものと連合国側により見なされることとなった。ウィルソンは新たに生まれたロシア・ソビエト連邦社会主義共和国下の人権状況を問題視するようになり、新政権による好戦的な無神論や統制経済の提唱に異を唱えた。更に、共産主義の革命が西欧にまで波及することを懸念し、十四か条の平和原則を発表したが、これには普遍的なイデオロギーとは共産主義ではなく自由民主主義であるということを掲げる意図があった。
一方ウィルソンは、新たに誕生した国家はロシア内戦の終結後最終的には自由市場経済による体制へと移行するだろうし、またソビエト・ロシアに介入することは却ってロシアを米国と敵対させることになるだろうとも考えていた。同様に、旧ロシア帝国のポーランド地域を新たに独立したポーランド第二共和国に割譲すべきと主張していた一方で、十四か条による戦争不干渉政策も提示した。更に上院外交委員会委員長のヘンリー・カボット・ロッジを含むウィルソンの政敵の多くは、ウクライナの独立が達成されるべきだと考えていた。しかし結果として米国は、日本のロシア支配地域への進出を恐れたのもあり、チェコ軍団の救出を名分に、北方ロシアおよびシベリア地域に少数の部隊を派遣することとなった。米国は白軍に対し食料や物資などの間接援助も行った。
1919年のパリ講和会議において、ウィルソンと英国首相デビッド・ロイド・ジョージは、フランス大統領ジョルジュ・クレマンソーやイタリア外相シドニー・ソンニーノの反対があった中で、プリンキポでボリシェヴィキと白軍勢力による対話を行わせ、同会議へのロシア共通代表団を結成させようという考えを推し進めた。ソビエト外務委員会は、レフ・トロツキーとゲオルギー・チチェーリンの指導の下、英米の特使を丁重に迎えたが、やがて世界革命により一掃されるであろう古い資本主義秩序で構成されていると考えていた会議による協定に同意するつもりは無かった。1921年までに、ボリシェヴィキがロシア内戦で優勢となり、ロマノフ家の一族を殺害し、「人民の敵」と見なした者に対して赤色テロを行い、ロシア負債を踏み倒し、世界革命を呼びかけるようになると、ロシアは世界の大部分から除け者国家と見なされるようになった。加えて両国の間には、ロシア内戦の問題以前に、投資先が国有化されたことに起因する米国企業による損害賠償請求を巡る懸案も存在した。

#### 米国によるロシア飢饉救援策

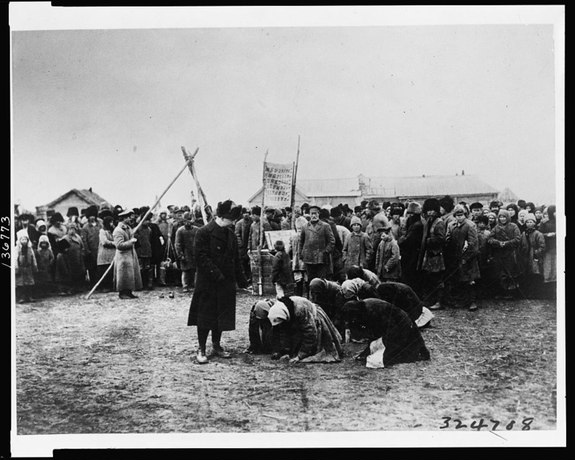
米国救援局の活動。1922年、ロシアにて。

ハーバート・フーバーの下、戦後欧州に対しては米国救援局（ARA）を通じて大規模な食糧援助が提供された。1921年、ソビエト政府による戦時共産主義政策によって引き起こされたロシア・ソビエト連邦社会主義共和国内での壊滅的な飢餓に対応するために、ARA欧州局長であったウォルター・ライマン・ブラウンはロシア人民外務委員会のマクシム・リトヴィノフとリガ（ラトビア）で交渉を開始した。同年8月21日に合意が形成され、12月30日には追加協定がブラウンと対外貿易人民委員のレオニード・クラーシンとの間で結ばれた。米国議会は、1921年ロシア飢餓救済法に基づく救援に約2000万ドルを計上した。フーバーはボリシェヴィキの思想を強く嫌悪しており、米国による援助が西側の資本主義社会の優位性を実証すると同時に、共産主義の蔓延を抑制するのに役立つだろうと考えていた。
ARAはピーク時には300人余りの米国人と12万人以上のロシア人を雇用しながら、1日当たり1050万人に食料を提供していた。ロシアにおけるこの任務の指揮にはウィリアム・N・ハスキル大佐が当たっていた。また、ARAの医療部門は1921年11月から1923年6月まで活動し、当時ロシアを襲っていた発疹チフスの流行への対処に貢献した。ARAによる飢餓救援活動は、ロシアにおいては極めて小規模な存在であったメノナイトやユダヤ人、クエーカー教徒によっても並行して行われた。

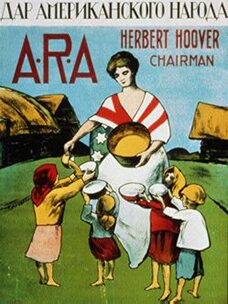
1921年のARAのポスター。

ARAによる活動は、レーニン政権下のロシアが穀物の輸出を再開したことを受けて、1923年6月15日をもって終了した。

#### 初期の貿易関係
米国の外交政策の主導者らは、1922年にソビエト・ロシアによって建国されたソビエト社会主義共和国連邦が自国の価値観にとって敵対的な存在になり得るだろうということを確信していた。共和党出身の国務長官チャールズ・エヴァンス・ヒューズはソ連の承認を拒否したうえで、米国の労働組合の指導者らに対しては「モスクワの支配者は世界中で可能である限り既存の政府を破壊し続けるという本来の目的を放棄していない。」と告げた。カルビン・クーリッジ政権の国務長官フランク・ケロッグは、クレムリンの下にある国際機関である共産主義インターナショナル（コミンテルン）が「既存の秩序を覆す」ために米国を含む他国政府の転覆を積極的に計画していると警告した。
一方で英国は共産主義が世界各国の政府の転覆を試みているという見方をするのには消極的で、むしろロシア負債の問題に苛立ちながらもロシアとの関係、特に貿易関係の再開に率先的に取り組んだ。米国民間では、技術的な側面を中心に、対ソ関係を再構築していこうという試みがあった。ヘンリー・フォードは国際貿易が戦争回避のための最良の方法であると考えており、自身のフォード・モーターを用いてトラック生産に乗り出し、ロシアにトラクターを輸出した。建築家であったアルバート・カーンはソ連の建設産業全般に寄与した他、一部の左翼系知識人がソ連に対して興味を示すようになった。1930年代以降になると、米国の多くの活動家知識人が米国共産党の党員や支持者となり、ソ連への支持を煽った。また、アメリカ労働総同盟（AFL）は反共主義のベースとなったのに対し、一部の左翼分子は対抗して1930年代後半に産業団体会議（CIO）を結成するなど、米国の労働運動には分裂の傾向が見られた。米国共産党はCIOにおいて大きな役割を果たしてきたが、1946年以降メンバーの排斥が始まるようになると、米国の労働者組織は反ソ的な傾向を示すようになった。
1924年にニューヨークを拠点に設立されたアムトルグ貿易会社は、以後1946年に至るまで計数百万ドルの貿易を扱うなど、ソ連の対米貿易の管理において主要な役割を果たした。アムトルグは、木材、毛皮、亜麻、キャビアなどを含むソ連からのほぼ全ての輸出品と、工業原料や産業用機械などの全ての輸入品を取り扱った。更に、米国企業に対しては対ソ貿易の機会に関する情報を仕入れ、ソ連企業に対しては米国企業が持つ技術に関する情報をもたらすという役目を担った。アムトルグはソ連による米国でのスパイ活動にも関与していた。
米国人実業家アーマンド・ハマーはレーニン政権下のソ連における鉛筆工場の建設や米国産穀物の対ソ輸出に携わった。更に、アスベスト鉱山の開発やウラル以東における毛皮生産の拡充にも取り組んだ。レーニンによる戦時共産主義政策が失敗し、ネップが開始されると、ハマーはソ連と38の国際企業との間の仲介を果たした。レーニン死去前に行っていたフォードソントラクターの輸入交渉は、後のソ連の農業機械化に大きく寄与することとなった。その後、スターリンが権力を掌握すると、ハマーは米ソ間の更なる追加協定のための交渉の仲介を担った。
歴史家のハーヴェイ・クレールは、「（ハマーは）1921年にレーニンと会談し、ソ連における鉛筆工業の設置を許す引き換えに、欧米の共産党を支援するためのソ連による資金洗浄を担うことに同意した。」と書いている他、同じく歴史家のエドワード・ジェイ・エプスタインは、「ハマーはモスクワから様々な面において規格外の待遇を受けた。1932年の米国帰国時には、ソ連政府は数百万ドル分にも相当する帝政時代の芸術品を国外に持ち出すことを許した。」と述べている。ジャーナリストのアラン・ファーンハムは、「CIAやFBIが彼は本当は諜報員なのではないかと疑うほど、ハマーは何十年にも渡ってロシアへの渡航を繰り返し、その指導者らと付き合っていた。」と述べている。
1929年、ヘンリー・フォードは、ゴーリキーのGAZによるソ連初の自動車工場建設に際して9年間技術支援をロシア側に提供する協定を結んだ。この工場はフォード・モデルAおよびモデルAAの生産を予定していた。同年8月23日には、工場建設に関して追加協定がオースティン社との間で締結された。この協定では、ソ連側が工場プラント操業開始から最初の4年間の生産組み立て用途にフォードの車両約3000万ドル相当分を輸入することが取り決められ、以降は段階的にソ連製の装置に移行していくことになっていた。生産機材の設置と労働者の訓練のためとしてフォード社の技術者がソ連に派遣された他、ソ連からはデトロイトやディアボーンのフォードの工場に100人以上の技術者らが、そこでの製造・組み立ての手段と実際を学ぶためとして派遣され、常駐した。

#### 米国によるソ連承認

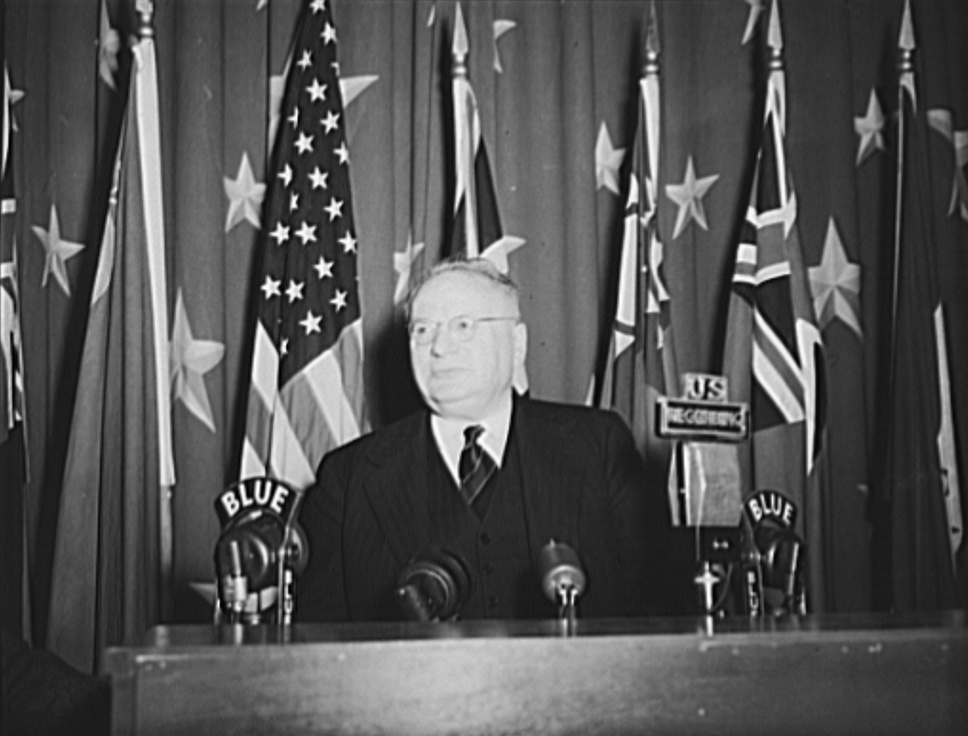
マクシム・リトヴィノフ。ソ連外相 (1930-1939)、駐米ソ連大使 (1941-1943) を務めた。

1933年時点より前に既に、米国の経済界やメディア界の間ではソ連の国家承認を政府に対し求める声が高まっていた。米国政府内には、ソ連が帝政ロシア時代の負債をいくらか返済し、また米国国内における破壊活動を支援しないことを約束することを望む向きがあった。大統領フランクリン・ルーズベルトは側近のヘンリー・モーゲンソウとロシア専門家のウィリアム・ブリットとの助けを得て国務省を抑えて事の主導権を握った。ルーズベルトはソ連承認の是非について世論調査を依頼し（しかし当時これは実質的には1100人の新聞編集者に是非を問うことを意味していた）、63パーセントがこれに賛成し、27パーセントが反対するという結果を得た。当時ソ連は宗教関係者に対する迫害や国家ぐるみでの教会破壊を行っており、これに起因する米国内のカトリック指導者らの反対を乗り切るために、ルーズベルトは各々と個別に会談を行った。その後、11月にルーズベルトはソ連外相マクシム・リトヴィノフをワシントンに招いて会談し、ソ連内の米国人労働者に対する信教の自由を巡る問題について合意を成した。ソ連側は米国に対する内政不干渉や如何なる政府機関も米国を攻撃したり武力で政府を転覆したりする活動を行わないことなどを約束したが、実際はこの約束を尊重するつもりはソ連側には無かった。債務を巡る問題については解決を後日に延期することで合意した。そして最終的に両国関係の正常化に関する合意が発表された。
しかし結局この過程の中で債務問題に関してはほとんど進展は見られず、通商の拡大にも達しなかった。歴史家のジャスタス・D・ドーネックとマーク・A・ストーラーによれば、「両国はすぐに協定に幻滅した」という。米国の多くの実業家は大規模な通商の拡大という効果を期待していたにもかかわらず、それは現実とはならず、ただ一方的に米国の技術がソ連に渡るというだけであった。
ルーズベルトはブリットを1933年から1936年までの間の駐ソ連大使に任命した。ブリットは米ソ関係の今後に大きな期待を寄せてモスクワに至ったが、ソ連指導部をよくよく観察すればする程その全体主義的な側面と恐怖政治が表出され、ブリットによる評価は次第に低下していった。最終的にブリットは大使としての任期を終えるまでにソ連に対する批判的な評価を形成し、その経験は彼をその後の生涯に渡って反共主義者としてあらしめた。

### 第二次世界大戦期 (1939年 - 1945年)

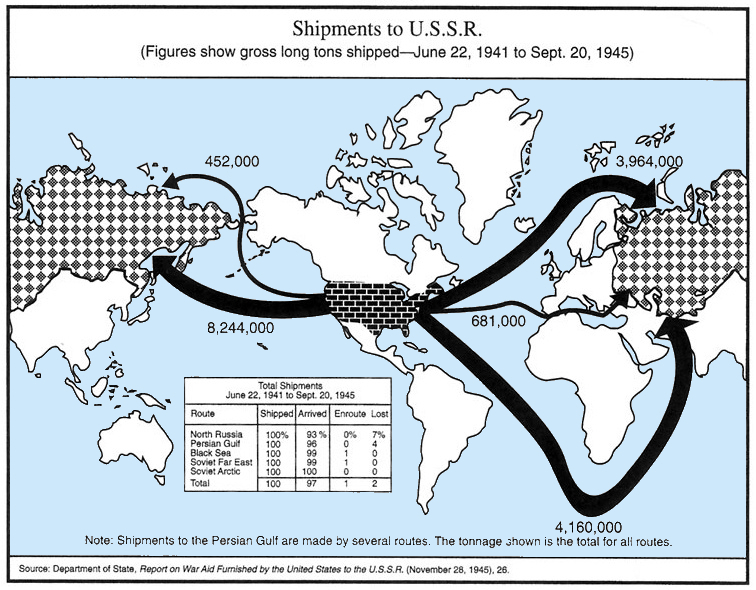
レンドリースとして行われた米国によるソ連への物資調達を表した地図。

1941年6月にドイツがソ連に侵攻する以前は、独ソ不可侵条約、ポーランド侵攻、バルト三国侵攻、ソ連によるフィンランド侵攻などにより、米ソの間では緊張関係が続き、1939年12月には、ソ連が国際連盟を追放された。けれども独ソ戦が開始すると、ソ連は英国と相互援助条約を締結すると共に、武器貸与法に基づく多大な援助を米国から受けた。これにより米ソ間の緊張は緩和し、かつての敵同士はドイツを始めとする枢軸国との戦いの中で団結するに至った。
米ソ間の戦争協力は、他の連合国間の協力関係と比べると著しく少ないものであったが、それでも米国はソ連に対し一連の貸与計画を通して大量の武器、船舶、航空機、車両、戦略物資、食料を提供した。米ソは対独戦争だけでなく、自国のイデオロギーの影響範囲の拡大も志向していた。開戦前に、後の大統領であるハリー・S・トルーマンは、ドイツ兵かロシア兵かどちらかが死んでいれば、どちらが敗けていても自分には関係ないと述べた。
上のトルーマンの発言の引用は、後に最後の部分を省略した上で、米国が国家を破壊しようと試みている陰謀の「証拠」であるという、ソ連やその後のロシア連邦によるプロパガンダの定番となった。
米ロ文化協会は、ニコライ・リョーリフを名誉会長として1942年に設立された米ソ間の文化的な結び付きを促進するための組織であった。翌年に最初の年次報告書が発行されたが、1947年にリョーリフが死去して以降は活動は下火となった。

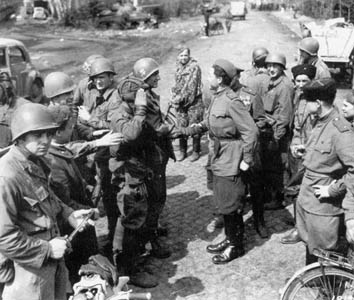
対面する米軍とソ連軍（エルベの誓い）。1945年4月、エルベ川東岸にて。

ジープ・トラック40万台以上、装甲車1万2000両（内戦車7000両で、更にそのうちM3中戦車が1386両、M4中戦車が4102両）、航空機1万1400機（内P-39が4719機A-20が3125機)、食料175万トンなどを含む一連のレンドリースを通じた米国による物資の調達は総額110億ドルに達した。西半球からソ連に輸出された軍需品や車両、工業製品、食料の合計は約1750万トンにも上り、そのうち94パーセントは米国からのものであった。対して、1942年1月から1945年5月までの間に欧州大陸の米軍に供給されたのが合計約2200万トンである。米軍の見識では、ペルシア回廊を通じた物資の輸送だけでも前線の60個の師団を維持するには十分であると認識していた。提供された物資等の生産量は当時の米国の国内総生産の53パーセントにも達したという。
1943年8月10日のワシントンの大統領特別補佐官ハリー・ホプキンス宛の覚書には次のように記されている。

### 冷戦期 (1947年 - 1991年)
第二次世界大戦の終結に伴い、両国間には再び対立の時代がもたらされることとなった。敗れたドイツに代わりソ連は東欧の各地を占領して、その指導者や知識層を粛清した上で、共産主義の傀儡政権を樹立し、これらの国々を実質的なソ連の属国あるいは衛星国に変えた。この動きに対し、マーシャル・プランにより荒廃した大陸の再建と経済復興を推し進め、西欧において経済的・政治的なリーダーシップの地位を確立していた米国を含む西側の自由市場経済諸国は懸念を抱えた。かたわら、ソ連はこれらの衛星国家に賠償金を要求したり、単に搾取したりするなどし、これらの国々のリソースを枯渇させることとなった。

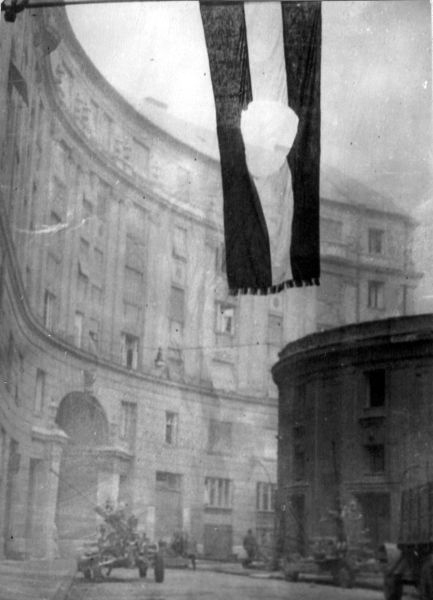
中央の共産主義を示す国章が切り取られたハンガリーの国旗は反ソビエトの象徴となった。

米国とソ連はそれぞれ異なる2つの経済的・政治的イデオロギーを推し進め、自国陣営の価値観に基づいて互いに国際的影響力を競い合った。この闘争は、一般的に冷戦（れいせん、Cold War）として知られる、地政学的、イデオロギー的、経済的な闘争関係であり、1947年3月12日のトルーマン・ドクトリンに始まり、1991年12月26日のソビエト連邦の崩壊に至るまでの約45年の長きに渡り続いた。ソ連は1949年に最初の核実験を行い、これにより米国の核兵器独占の時代には終止符が打たれた。米ソは通常兵器と核兵器の軍拡競争をソ連が解体するまで繰り広げ続けた。

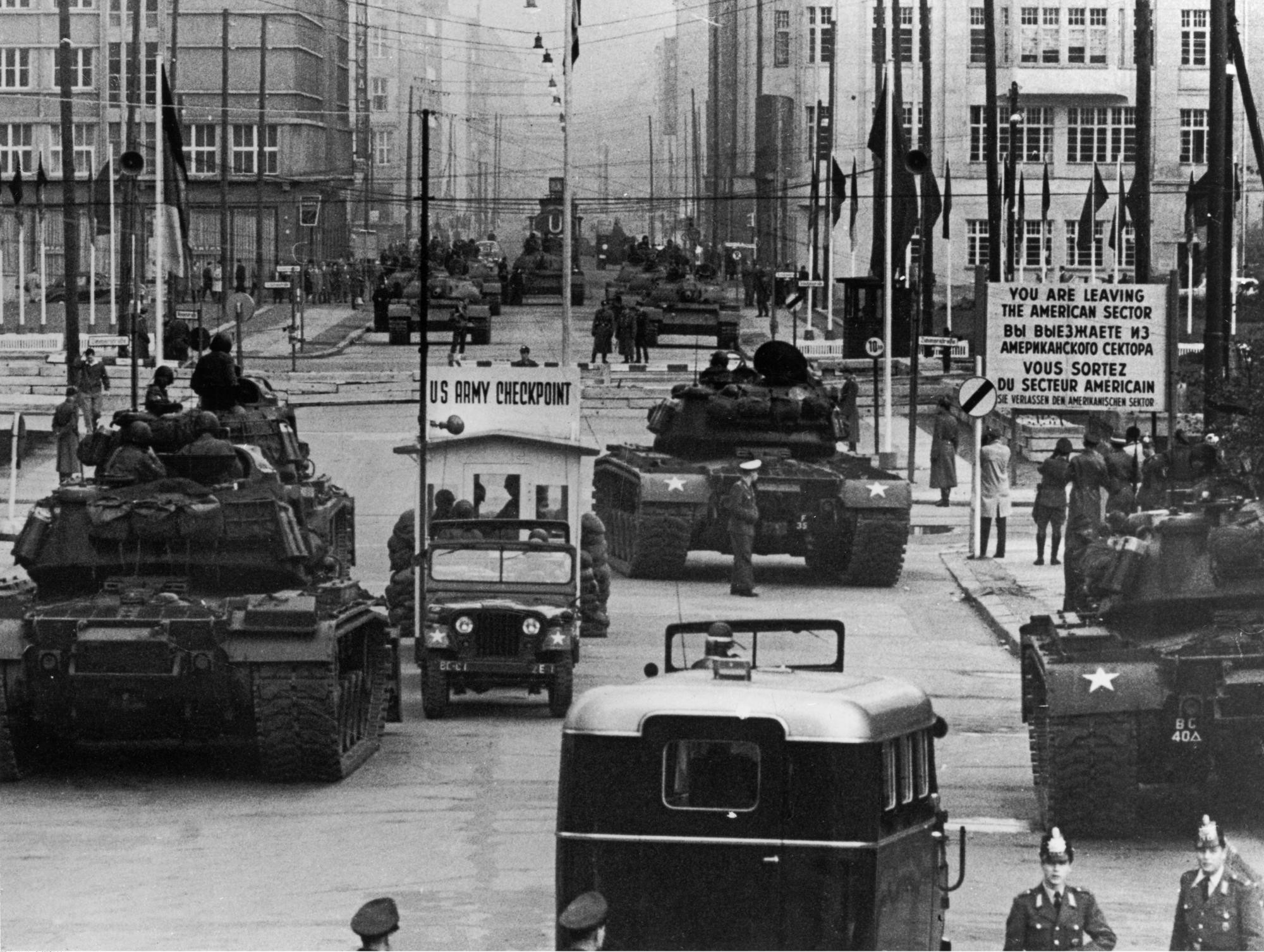
対峙する米ソの戦車。1961年、ベルリンにて。

ドイツ敗戦後、米国はマーシャル・プランにより西欧の同盟国を経済的に支援しようと試みた。米国はソ連に対してもこの復興計画を拡張しようとしたが、ソ連はコメコン（経済相互援助会議）でこれに対抗した。コメコンは基本的にマーシャル・プランと同様の政策を採ったが、線がはっきりとした復興計画というよりむしろ経済協力協定のようなものであった。一方、米国と西欧諸国は結び付きを強めようとし、このうち最も特筆すべきが、1949年の実質的な防衛協定である北大西洋条約機構（NATO）の結成であった。ソ連陣営はこれに対抗して1955年にワルシャワ条約機構（WTO）を結成したが、この時点ですでにソ連は東側衛星国全域に対して軍を駐留させ、政治的支配権を握っていたため、実質的な意味でこの協約は「不要なもの」であったと考えられている。名目上は「防衛」協約であったが、実際はむしろ東側諸国におけるソ連の覇権を維持するためのものであり、WTOの協定に基づく唯一の軍事行動は、加盟国の離脱を阻止することを目的とした軍事侵攻であった。1961年、ソ連の衛星国の一つである東ドイツは東ベルリン市民が西ドイツの一部である西ベルリンに逃亡することを防ぐためにベルリンの壁を建設した。そのような情勢のなか、1963年、米国大統領ジョン・F・ケネディは西ベルリンを訪れ、著名な反共・反ソ演説である「Ich bin ein Berliner」の演説を行った。
冷戦期においては両陣営ともスパイ活動に携わった。ソ連国家保安委員会（KGB）は国内と国外双方において諜報活動に従事した。米国の最初の核実験からわずか4年後の1949年に、ソ連は同様に核実験を成功させたが、これには米国のマンハッタン計画から重要な情報を仕入れたソ連の原子力スパイが関与していたとされる。また、ソ連国内における巨大情報提供ネットワークは、反対分子の監視に利用された。

#### デタント: 雪解け

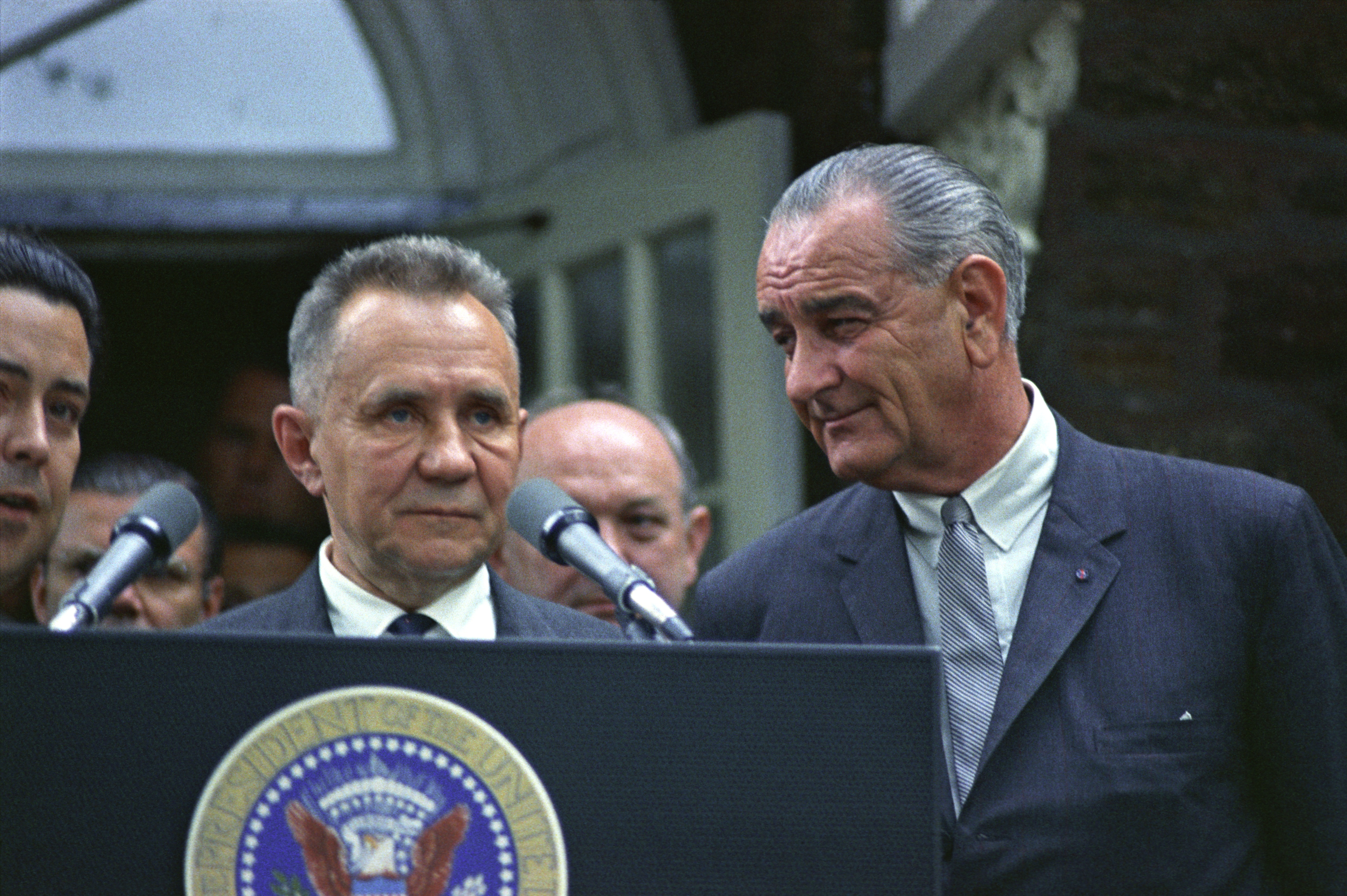
ソ連首相アレクセイ・コスイギンと米国大統領リンドン・ジョンソン。1967年、グラスボロでの会談にて。

デタント（仏: Détente、緊張緩和）は、米国大統領リチャード・ニクソンとその側近のヘンリー・キッシンジャーによる外交政策の下、1969年に始まった。ニクソンらは共産主義封じ込め政策を終わらせ、ソ連、そして中国と友好的な関係を築こうと試みた。中ソは当時互いに激しく対立しており、ニクソンは各々が相手を優位に立たせないように米国に接近するだろうと予測していた。ニクソンはベトナム戦争における北ベトナムに対する支援を停止するという条件を提示し、両国は結局それを受け入れることとなった。ニクソンらは定期的な首脳会談、軍備管理やその他の二国間協定を巡る交渉などを通じて、ソ連政府との対話の窓口の拡大を推し進めていった。ニクソンとソ連最高指導者のレオニード・ブレジネフは、1972年にモスクワで、1973年にワシントンで、1974年にモスクワとキエフとで首脳会談を行い、両者は個人間の面でも友人となった。
この緊張緩和時期においては、SALT I（第一次戦略兵器制限交渉）やヘルシンキ宣言などの条約の締結が為された。SALT II（第二次戦略兵器制限交渉）の場での議論も為されたが、ソ連によるアフガニスタン侵攻により米国側が批准を拒否し、そのまま立ち消えとなった。この時代がどれ程両国間の和平に意味を為したかについては、今日においても歴史家の中で議論がある。

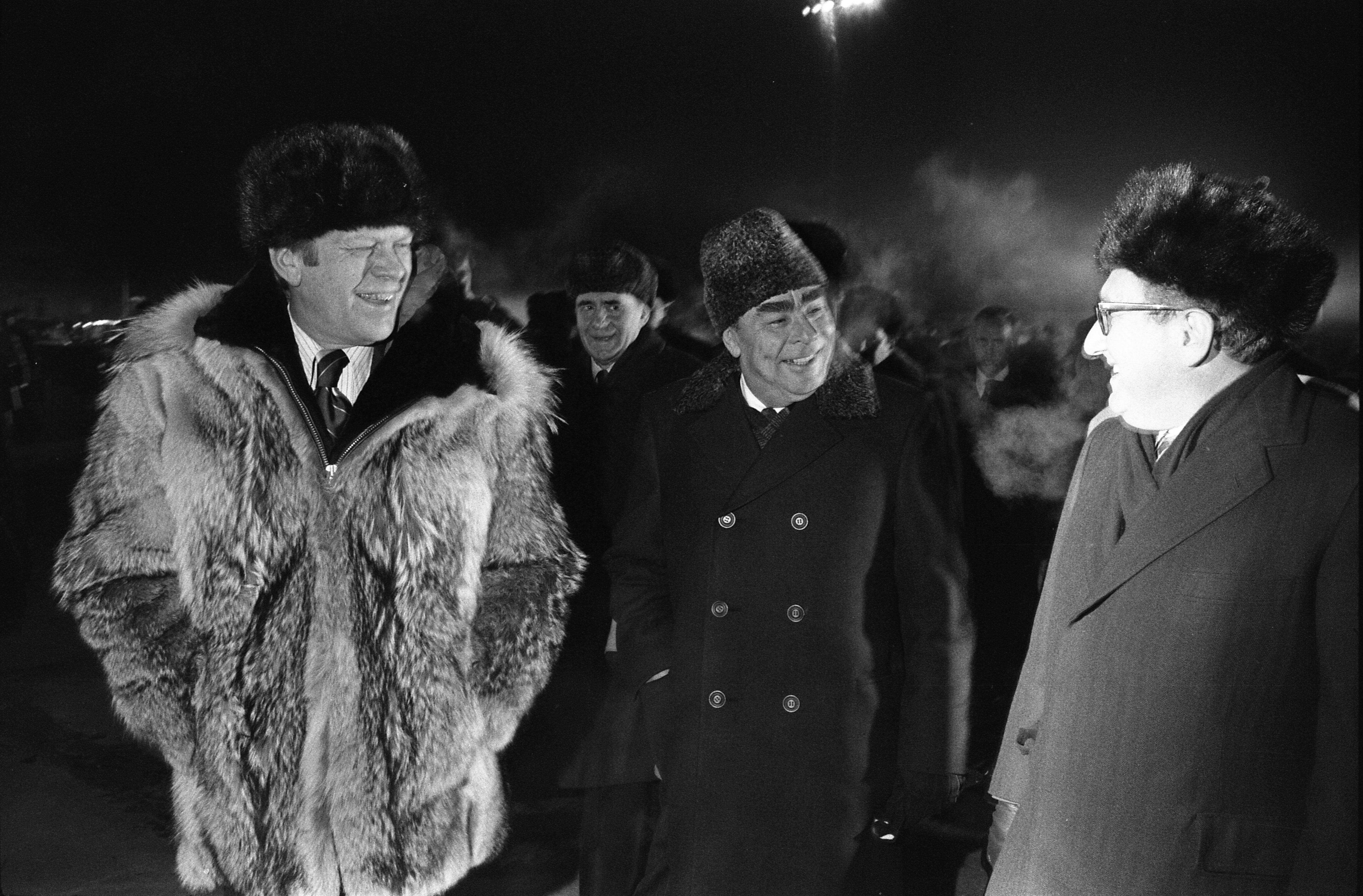
米国大統領ジェラルド・フォード、ソ連最高指導者レオニード・ブレジネフ、そしてヘンリー・キッシンジャー。1974年、ウラジオストクでの非公式会談。

1962年のキューバ危機を受けて、両超大国はワシントン＝モスクワ間に直通のホットラインを設置して、緊急時に両国の首脳が速やかに直接対話できるようにし、将来起こるであろう危機的状況がそのまま両者の全面戦争に発展するリスクを削減できるようにした。米ソ間のデタントはその種の考え方の延長に位置づけることができる。1970年代後半のSALT IIの交渉は、SALT Iの成果を引き継ぎ、米ソによる軍縮への道筋をさらに確実なものとした。ヘルシンキ宣言では、ソ連が欧州での自由選挙を認めることを約束し、平和確保を目的としたソ連による大きな譲歩となった。
ただ実態としては、アンドレイ・ヴィシンスキーなどのソビエト法学者により「ブルジョワ道徳」の一例と見なされた法の支配、自由権、裁判を受ける権利、財産権などの概念はソ連政府により大幅に抑制された。ソ連は1973年の市民的及び政治的権利に関する国際規約や1975年のヘルシンキ宣言など法的拘束力のある人権法に署名をしていたが、それらの取り決めは共産主義体制下の一般市民の間には広く知られることはなく、入手も容易ではなく、真剣に受け止められることは無かった:117。
アーマンド・ハマーなどの親ソビエトの実業家はしばしば両国間の通商関係の仲介を担った。作家のダニエル・ヤーギンは自身の著書『石油の世紀』（The Prize、1991）にて「（ハマーは）最終的に5人のソ連書記長と7人の米国大統領との間の仲介を務めた。」と述べている。ハマーはレーニン時代の1920年代から既にソ連と広範な領域でビジネス関係を築いていた。1980年のクリスチャン・サイエンス・モニターは、「スターリン政権においてはソ連との通商関係は休止したが、ハマーは多かれ少なかれ独力で今日の西側諸国とソ連との貿易関係の基礎を築いた。」と評価している。1981年のニューヨーク・タイムズによれば、既にこの時点ではハマーとブレジネフは互いをファーストネームで呼び合うほど親しくなっていたという。

#### 緊張関係の推移

##### デタント期における緊張関係
デタント期においても米ソの間に緊張が走った時期は存在した。ワルシャワ条約機構加盟国に対するソ連の侵略と共産主義政権の保護を正当化したブレジネフ・ドクトリンや、中ソ対立期における米中接近などがその要因の例である。中ソ対立を背景に、ニクソンは中華人民共和国を訪問したが、それでもニクソンは外交関係上ソ連との緊張緩和を優先事項の一つとした。1973年、ニクソンはソ連に貿易における最恵国待遇を与えることを約束すると発表したが、米議会はジャクソン＝バニク修正条項をもってこれに反対した。米国は長きに渡ってソ連との通商政策を対ソ外交、特に1980年代以降はソ連の人権政策と結び付けてきた。1974年通商法内のジャクソン＝バニク修正条項は、自由移民を制限する共産国家に対し最恵国の地位を認めないというものであり、実際にソ連は自国内のユダヤ人の国外移住の制限の撤廃を拒んだため、この条項に基づき大統領がソ連に最恵国の地位を適用することが出来なくなった。

##### ソ連によるアフガニスタン侵攻: デタントの終焉
デタント政策は1979年の第二次イエメン戦争を含むソ連の代理戦争や戦争介入の増加を受けて批判を受けるようになり、ソ連のアフガニスタン侵攻により遂に終焉を迎えた。1980年モスクワオリンピックでは米国主導により66か国がボイコットを行った。アフガニスタン紛争で、米国やパキスタンなどは反政府勢力を支援した。米国大統領のジミー・カーターは対ソ制裁として穀物の禁輸措置を実施し、更に駐ソ米国大使トーマス・J・ワトソンをモスクワから呼び出し、ハイテク製品の対ソ輸出停止、ソ連からのアンモニア輸入停止措置も課した。ただ、1980年当時の論文によれば、穀物禁輸措置に関してはソ連よりも米国農民に対する打撃が大きかったという。米国以外の国々は自国の穀物をソ連に輸出したため、ソ連国内の穀物備蓄は充足していた。結局レーガン政権下の1981年になって輸出は再開された。1980年米国大統領選挙において、ロナルド・レーガン陣営の選挙運動は反デタントを大きな基軸としていた。レーガンは就任最初の会見で「デタントはソ連がその目的を追求するための一方的なものであった。」と述べた。その後もソ連によるポーランド民主化運動に対する弾圧や、SALT IIの行き詰まり、1983年のNATOによる軍事演習などにより、両国関係は悪化の一途をたどっていった。

##### 新冷戦: 「悪の帝国」演説
レーガン政権下で冷戦は再び激化し、デタント政策の転換は加速化した。レーガンはソ連が米国に対して軍事的優位に立っていることを憂慮し、軍事支出の拡大により米国が軍事的に優位に立ち、ソ連経済を弱体化させることを狙った。レーガンは米軍の大規模軍拡を指示し、B-1爆撃機やB-2爆撃機、巡航ミサイル、ピースキーパーミサイル、600隻艦隊構想に資金を振り向けた。さらに、ソ連によるSS-20ミサイルの配備に対抗して、NATOによるパーシングミサイルの西ドイツ配備を主導した。加えてレーガンは倫理的側面からもソ連や共産主義的全体主義を強く非難し、1983年の演説ではソ連を「悪の帝国」と表現した。

### 冷戦終結 (1989年 - 1991年)

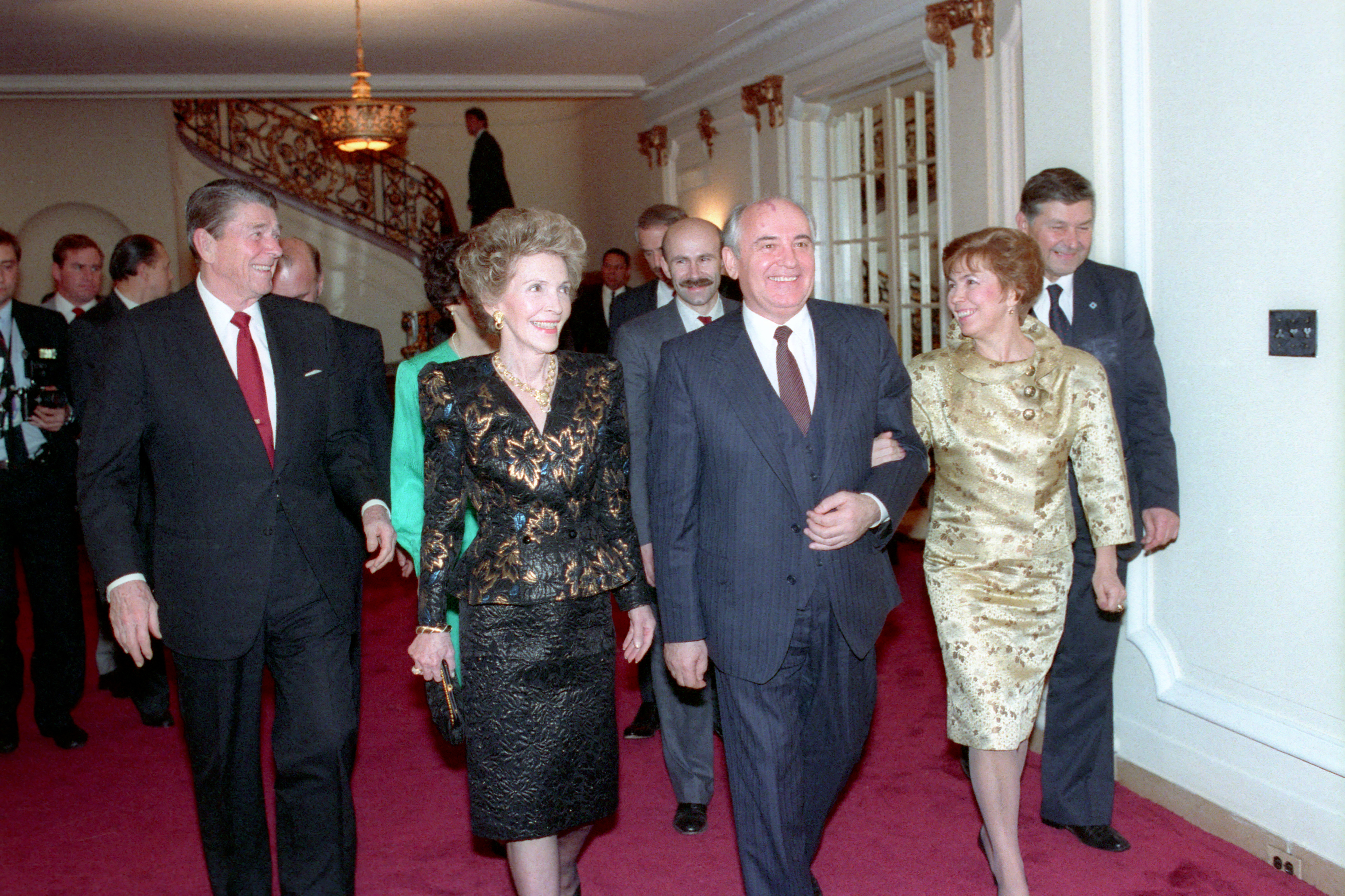
夕食会場へ向かうレーガン夫妻とゴルバチョフ夫妻。1987年12月9日、駐米ソ連大使館にて。

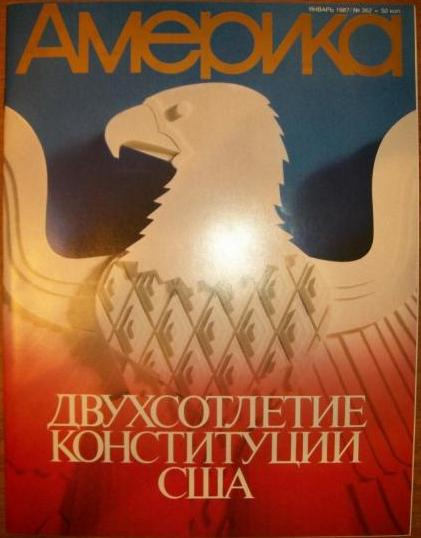
米国のロシア向け反共雑誌『Amerika』。1987年、米国建国200周年に際して。

ソ連経済の疲弊とアフガニスタン紛争の泥沼化を背景に、ソ連では経済と社会の自由化を目的としたグラスノスチとペレストロイカの政治改革を掲げたミハイル・ゴルバチョフが台頭した。1989年のマルタ会談で米ソ両首脳は冷戦の終結を宣言し、ソ連軍はアフガニスタンから撤退した。1991年に勃発した湾岸戦争では、米ソが一致してイラクに対抗した。1991年7月31日には、第一次戦略兵器削減条約（START I）がブッシュとゴルバチョフとの間で結ばれ署名が行われた。STARTは史上最大かつ最も複雑な軍備管理条約の交渉であり、最終的に2001年までに当時存在していた戦略核兵器のうち80パーセントが削減されるに至った。
レーガンとゴルバチョフとにより米ソ関係の緊張緩和が再び図られたが、1989年に米国大統領に就任したブッシュは当初ソ連の意図に懐疑的だった。大統領任期1年目のブッシュはレーガンによる緊張緩和策の中断を試みた。その間、東欧のソ連衛星諸国においては各地で共産主義政権の支配の打倒の試みが見られた。非共産主義勢力が勝利した1989年ポーランド議会選挙において、ブッシュは政権を明け渡すよう共産党指導者らを説得するのに貢献した。やがて1989年には全ての東欧衛星諸国で共産主義政権が崩壊し、特にルーマニアでは暴力的な過程をたどった。1989年、市民の要求により東ドイツ政府が国境の開放を余儀なくされ、ベルリンの壁が崩壊した。ゴルバチョフは一連の出来事においてソ連軍の派遣を拒否し、実質的にブレジネフ・ドクトリンは放棄されることとなった。米国は一連の東欧革命に直接関与していたわけではなかったが、ブッシュ政権は特にソ連の民主化の過程を損なうべきではないと考えたため、西側の勝利を喜ぶ姿勢を見せることは無かった。
1989年12月、ブッシュとゴルバチョフは地中海のマルタ島で首脳会談を行った。ブッシュは任期中でのゴルバチョフとの協力関係の構築を模索するとともに、ソ連内の強硬派の抑制を期待した。会談の主要な議題は、ドイツ再統一の可能性についてであった。英仏はドイツ再統一に慎重な姿勢を見せたが、ブッシュは西独首相ヘルムート・コールと共にこれを推し進めた。ゴルバチョフは統一後の東ドイツ地域にNATO軍が展開する可能性があるという点で特に再統一について懸念を示したが、前年までの動乱によりゴルバチョフの権威は失墜しつつあった。ゴルバチョフは米ソ英仏および東西ドイツとの間で「2プラス4」会談を行うことで同意し、1990年に開始された。そこでの広範な分野での交渉の末、ゴルバチョフは統一後のドイツがNATOの一員で在り続けることに同意した。ドイツ最終規定条約の発効により、ドイツは1990年10月に正式に統一が実現した。

#### ソビエト連邦の崩壊

ソビエト連邦は崩壊後、15の国に分裂した。11番のピンクが最大構成国であったロシア連邦。

ゴルバチョフは衛星諸国の民主化を実質的に容認したが、ソ連国内での分離主義運動は抑圧した。エストニア、ラトビア、リトアニアのバルト三国は1940年代にスターリン政権下のソビエトに占領・併合され、そこで元の指導者は処刑、追放、ないし逃亡を余儀なくされた経緯があった。その後数十万人のロシア人がそこに移住したが、多数を占めるには至らなかった。1990年3月にリトアニア独立宣言が公表されると、ゴルバチョフはリトアニアの独立を認めた場合にソ連が崩壊する可能性を危惧して強く反対した。そもそも米国はソ連によるバルト三国併合を一度も容認したことが無かったため、これによりブッシュは難しい立場に置かれることとなった。ブッシュはドイツ再統一に関してはゴルバチョフの協力を必要としており、かつソ連の崩壊による核兵器の行方も危惧していた。ブッシュ政権はソ連によるリトアニア独立運動の抑圧に対しては激しく抗議はせず、直接介入する手段も採らなかった。ブッシュは1991年のキーウで行った演説において、これらの独立運動を念頭に「自殺的なナショナリズム」について警鐘を鳴らした上でソ連からの離脱に伴う混乱を警告した。しかしこの演説は国内外で弱腰であるとして「チキン・キーウ演説」と批判されることになった。

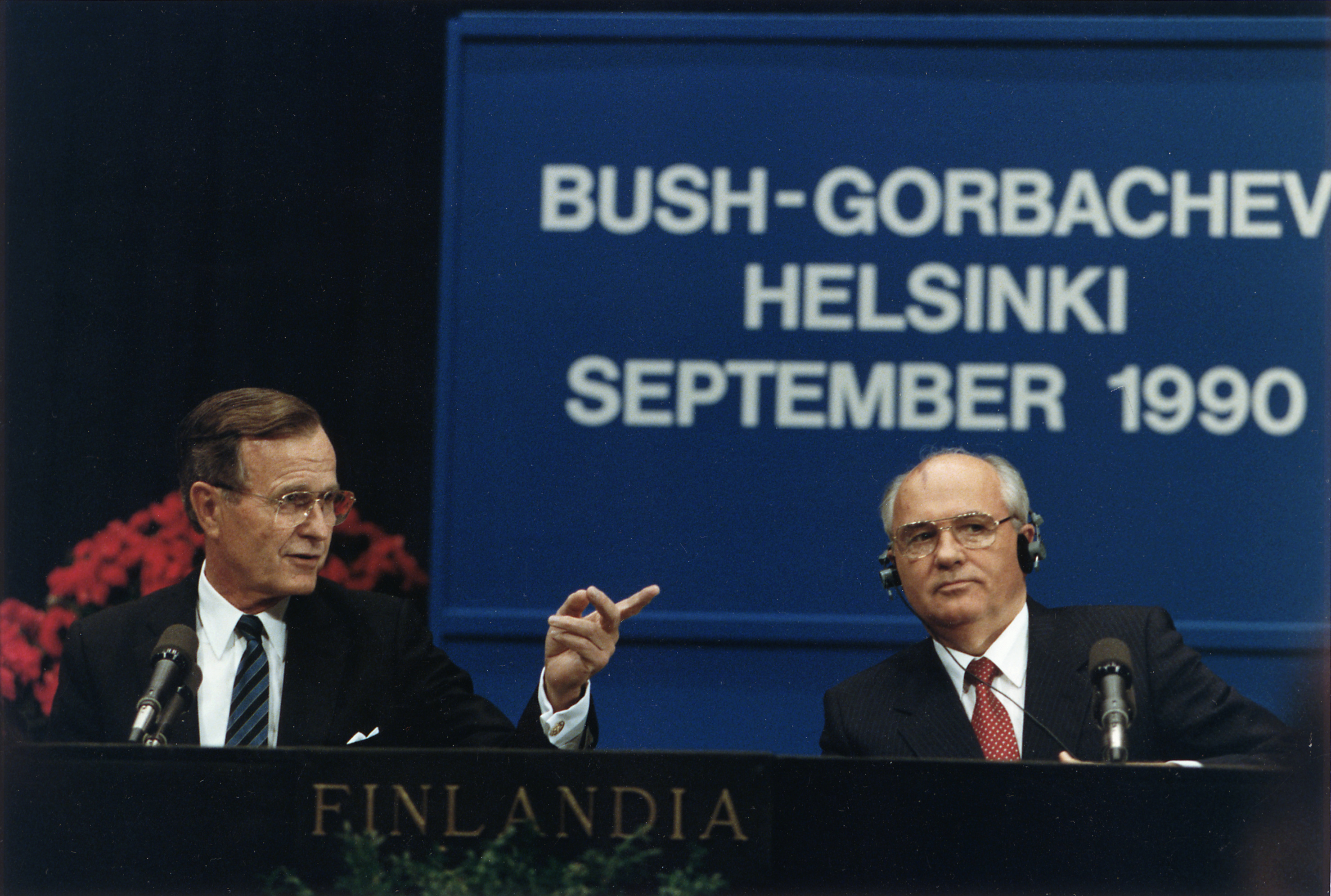
ブッシュとゴルバチョフ。1990年、ヘルシンキでの会談にて。

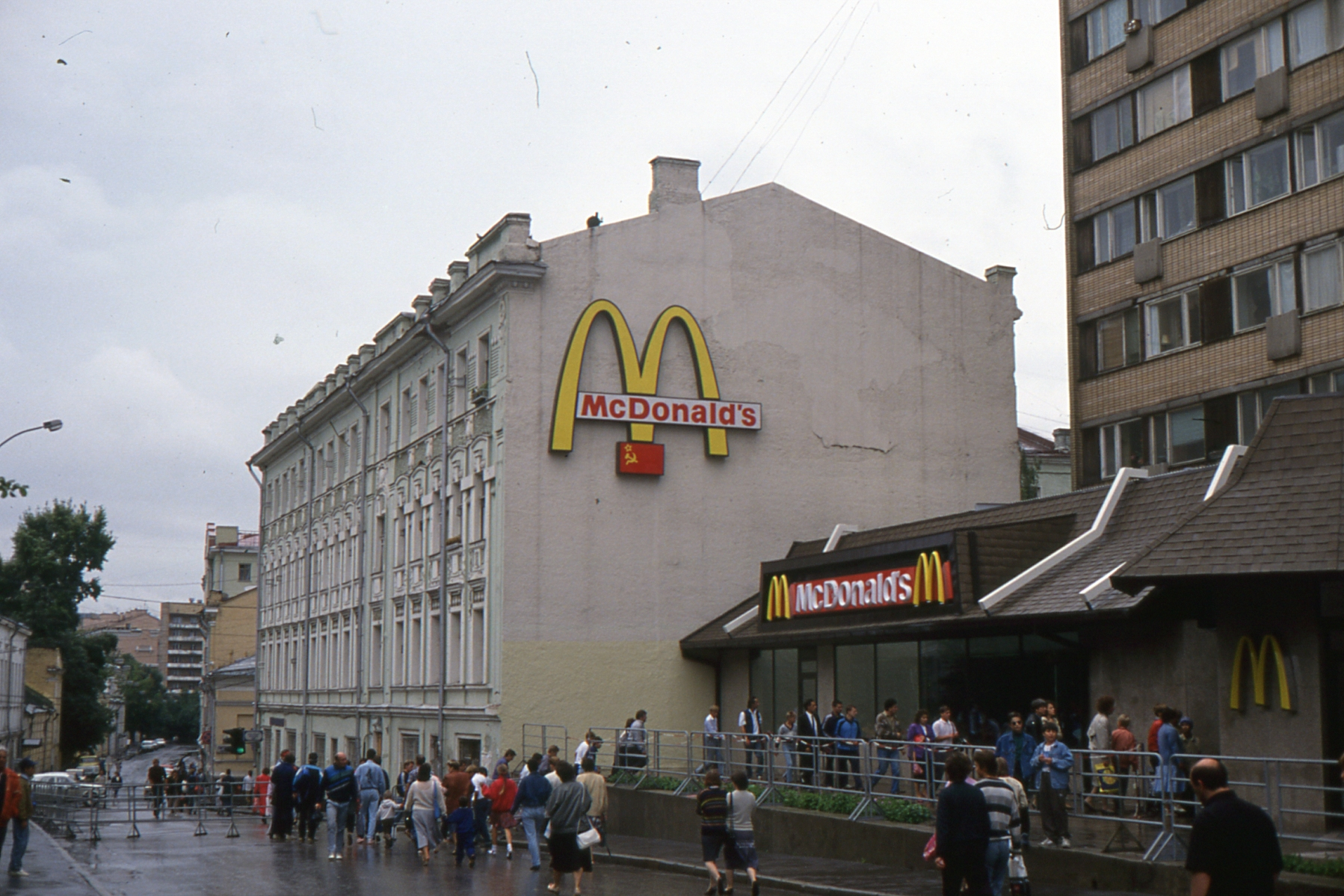
モスクワのマクドナルド一号店。1991年、モスクワのプーシキン広場にて撮影。

1991年7月、ブッシュとゴルバチョフは1987年に結ばれた中距離核戦力全廃条約（IMF）以降初となる本格的な軍縮条約である第一次戦略兵器削減条約（START I）に署名した。両国は戦略核兵器を30パーセント削減することで同意すると共に、ソ連は大陸間弾道ミサイルを50パーセント削減することを約束した。この頃より、自由化されたソ連経済に米国企業が参入し始めるようになり、著名な米国企業がロシアに店舗を開くようになった。特に著名なのがマクドナルドで、ソ連市民は米国のファストフードを購入するために店舗に大行列と成すと共に、大きなカルチャーショックを受けた。ソ連国内最初のマクドナルドは1990年1月31日にモスクワのプーシキン広場に開店したもので、約3万8000人もの客が長蛇の列で数時間も並んで待ち、当時の同社の記録を更新した。1991年8月、ソ連共産党内の保守派がゴルバチョフに対しクーデター未遂を起こすと、ゴルバチョフを始めとするソ連中央政府の求心力は大きく縮小した。同月末にゴルバチョフは共産党書記長職を辞し、同時にロシア共和国大統領のボリス・エリツィンはソ連政府資産の没収を命じた。1991年12月25日、ゴルバチョフはソ連大統領辞任を発表し、翌日ソビエト連邦は解体した。解体したソビエト連邦からは15か国が分離したが、そのうち面積も人口も最大であった（かつ、かつての十月革命で世界初のソビエト国家を建てた）ロシア連邦が、財政的義務を含む国連憲章に基づくソビエト連邦の全ての権利と義務に係る責任を継承した。ロシア連邦はかつてのソ連としての国連加盟国の地位と安全保障理事会常任理事国としての地位も継承し、加えて核備蓄や軍隊の管理も引き継いだ。ソ連国外のソ連大使館はロシア大使館となった。1992年2月、ブッシュとエリツィン両大統領は会談し、「友情とパートナーシップ」に基づく新時代を宣言した。1993年1月には、START Iに続く第二次戦略兵器削減条約（START II）による更なる核兵器削減の合意に達した。